# Раевский, Игорь Святославович
Игорь Святославович Раевский (1849 или 1854 — 1879) — российский зоолог и естествоиспытатель, член общества любителей естествознания при Московском университете.

## Биография
Родился в имении Раевка Пензенской губернии в семье литератора и близкого друга Лермонтова Святослава Афанасьевича Раевского (1808—1876). Получил образование в Московском университете, где исследовал зоологию под руководством Анатолия Петровича Богданова. На втором курсе был направлен на летнее обучение в Лейпцигский университет, благодаря чему посетил станцию на острове Гельголанд (Северное море), где наблюдал за развитием личинки многощетинкового червя Polygordius. Результатом наблюдений стала работа, опубликованная в 1872 году под названием «Заметка о Polygordius и ловеновской личинке» и впоследствии получившая высокую оценку эмбриолога и историка биологии А. Д. Некрасова. На следующий год после этой поездки Раевский в составе свиты великого князя Алексея Александровича принял участие в плавании по Северному Ледовитому океану, в том числе к берегам Новой Земли. В 1873 году Раевский завершил исследование, касавшееся половой системы чёрных тараканов (Blatta orientalis). Последующие исследования морских червей из группы сипункулид остались неоконченными.
Раевский в чине рядового участвовал в русско-турецкой войне 1877—1878 годов, в частности при обороне Шипки. Был награждён Георгиевским крестом и произведён в офицерское звание. Покончил жизнь самоубийством в 1879 году.

## Семья
Сын Вадим Игоревич Раевский — работник воронежской земской управы, исследователь Воронежского края. Внук Вадим Вадимович Раевский (1909—1947) — советский зоолог.

## Публикации
- Раевский И. С. Заметка о Polygordius и ловеновской личинке // Известия общества любителей естествознания. — Т. 10, вып. 1. — С. 88.
- Раевский И. С. Зоологический исследования о строении яичника и развитии сперматозоидов у Blatta orientalis // Известия общества любителей естествознания. — Т. 16, вып. 2.